# Ludwik von Baldersheim
Ludwik von Baldersheim, także Ludevicus de Baldensheim, Baldenstein (urodz. ?, zm. po 1272) – mistrz krajowy Prus w latach 1264–1265 oraz 1267–1270

## Życiorys
Ludwik pochodził z rodziny ministeriałów osiadłej w Frankoni. Nie znamy daty jego wstąpienia do zakonu. Wiadomo, że od roku 1241 piastował funkcję komtura krajowego Czech. Do Prus przybył wraz z wielkim mistrzem Anno von Sangerhausenem w roku 1263. Powrócił w roku następnym zastępując na stanowisku mistrza krajowego Jana von Wegelebena. Pełnił wówczas równolegle funkcje mistrza krajowego oraz komtura krajowego co wskazuje na politykę zakonu podporządkowującą baliwat czeski bezpośrednio prowincji pruskiej. W roku 1266 Ludwik von Baldersheim utracił stanowisko mistrza krajowego na rzecz Jana. Na stanowisko powrócił w marcu 1267 i piastował je do roku 1270. W czasie swej powtórnej kadencji najprawdopodobniej nie piastował już funkcji komtura baliwatu czeskiego. Po ustąpieniu ze stanowiska na rzecz Dytryka von Gaterslebena powrócił jednak do Czech, gdzie w źródłach występuje jako komtur krajowy Czech i Moraw do roku 1272.